# ドスタルリマブ
ドスタルリマブ（Dostarlimab）は、子宮内膜がんの治療薬として使用されるモノクローナル抗体である。ジェンペルリ（Jemperli）の製品名で販売されている。
ドスタルリマブは、プログラム細胞死受容体1（PD-1）をブロックするモノクローナル抗体である。
ドスタルリマブは、2021年4月に米国（US）および欧州連合（EU）で医療用として承認された。 
米国で報告された最も一般的な副作用は、倦怠感／無力感、悪心、下痢、貧血、便秘がある。EUで報告されているその他の一般的な副作用には、嘔吐、関節痛、掻痒（かゆみ）、発疹、発熱、甲状腺機能低下症（甲状腺ホルモンレベルの低下）がある。

## 医療用途
ドスタルリマブは、プラチナ製剤を含む治療計画による前治療時またはその後に進行し、FDAが承認した検査によって判定された、ミスマッチ修復機構欠損（dMMR）を伴う再発性または進行性の子宮内膜がんの成人の治療に適応される。
2021年8月17日、米国食品医薬品局（FDA）は、前治療で進行し、満足のゆく代替治療の選択肢がなく、FDA承認試験で判定されたミスマッチ修復機構欠損（dMMR）を伴う再発性または進行性の固形腫瘍を持つ成人に対するドスタルリマブの迅速承認を与えた。

## 有効性
ORRは41.6％、完全奏効率は9.1％、部分奏効率は32.5％。DORの中央値は34.7カ月（範囲：2.6～35.8+）で、95.4％の患者が6カ月以上の奏効期間を有していた。

## 副作用
患者の2%以上に認められた重篤な有害反応には、敗血症、急性腎障害、尿路感染症、腹痛、および発熱があった。
肺炎、大腸炎、肝炎、内分泌障害、腎炎などの免疫介在性の有害反応が起こる可能性がある。

## 歴史
ドスタルリマブはPD-1阻害剤である。2020年現在、第I/II相および第III相臨床試験が実施されている。2020年、製造業者のテサロは、第I/II相GARNET試験の予備的な成功結果を発表した。
2020年、GARNET試験において、ドスタルリマブが、再発または進行した子宮内膜がんの一部の女性に対する治療の可能性を示していることを発表した。
2021年4月、ドスタルリマブは、FDAによって、DNA修復を妨害する遺伝子異常であるミスマッチ修復機構欠損（dMMR）を伴う再発性または進行性の子宮内膜がんの治療薬として承認された。
2021年4月22日、食品医薬品局はdostarlimab-gxly（ジェンペルリ、グラクソ・スミスクライン）に迅速承認を与えた。有効性は、進行性固形腫瘍患者を対象とした多施設、多コホート、オープン試験であるGARNET試験（NCT02715284）のコホート（A1）に基づき評価された。

## 社会と文化
Dostarlimab は国際一般名（INN）である。

### 法的地位
2021年2月25日、欧州医薬品庁（EMA）のヒト用医薬品委員会（CHMP）は、肯定的意見を採択し、特定の種類の再発性または進行性子宮内膜がんの治療を目的とする医薬品 Jemperli の条件付き販売承認の付与を推奨した。この医薬品の申請者は、グラクソ・スミスクライン（アイルランド）リミテッドである。ドスタルリマブは、2021年4月に欧州連合での医療用として承認された。